# حوزه انتخابیه گرگان و آق‌قلا
حوزهٔ انتخاباتی گرگان و آق‌قلا یکی از حوزه از حوزه‌های استان گلستان برای انتخابات مجلس شورای اسلامی است. این حوزه به مرکزیت گلستان، ۲ نماینده دارد.

## نمایندگان
این فهرست شامل نمایندگان حوزهٔ انتخابیهٔ گرگان و آق‌قلا در مجلس شورای اسلامی است. در این حوزهٔ انتخابیه تا سال ۱۳۷۶ یک نماینده حضور داشته اما پس از سال ۱۳۷۶ تعداد آن به دو نماینده افزایش یافت.
| دوره              | نام نماینده                             | از سال | تا سال | حزب سیاسی            |
| ----------------- | --------------------------------------- | ------ | ------ | -------------------- |
| اول               | محمد محمدی گرگانی                       | ۱۳۵۹   | ۱۳۶۳   | سازمان مجاهدین خلق   |
| دوم و سوم و چهارم | محمد حسن علوی                           | ۱۳۶۳   | ۱۳۷۵   | جامعه روحانیت مبارز  |
| پنجم و ششم        | قربانعلی قندهاری (فوت شده)              | ۱۳۷۰   | ۱۳۷۵   | جامعه روحانیت مبارز  |
| ششم               | غلامعلی هزار جریبی (فوت شده)            | ۱۳۷۹   | ۱۳۸۳   |                      |
| ششم و هفتم        | سید سبحان حسینی حیدرآبادی (میاندوره‌ای)  | ۱۳۷۹   | ۱۳۸۷   | اصلاح طلبان          |
| ششم               | عبدالحسین ناصری (میاندوره‌ای)            | ۱۳۷۹   | ۱۳۸۳   |                      |
| هفتم              | محمد عباسی                              | ۱۳۸۳   | ۱۳۸۷   | اصولگرایان           |
| هشتم              | عبدالحسین ناصری                         | ۱۳۸۷   | ۱۳۹۱   |                      |
| هشتم و نهم        | سید علی طاهری                           | ۱۳۸۷   | ۱۳۹۴–۵ | جبهه پایداری         |
| نهم               | عیسی امامی                              | ۱۳۹۱   | ۱۳۹۴   | اصولگرایان           |
| دهم               | نبی هزارجریبی و نورمحمد تربتی‌نژاد       | ۱۳۹۵   | ۱۳۹۹   | اصلاح طلبان          |
| یازدهم            | غلامرضا منتظری و رمضانعلی سنگدوینی      | ۱۳۹۹   | ۱۴۰۳   | اصولگرایان           |
| دوازدهم           | عبدالغفور امان زاده و رمضانعلی سنگدوینی | ۱۴۰۳   | ۱۴۰۷   | مستقلین و اصولگرایان |

## پی‌نوشت و منبع
- «جدول حوزه‌های انتخابیه در انتخابات دهمین دورهٔ مجلس شورای اسلامی» (PDF). مرکز پژوهش و سنجش افکار صدا و سیما. بایگانی‌شده از اصلی (PDF) در ۵ اكتبر ۲۰۱۸. دریافت‌شده در ۱ اوت ۲۰۱۶. تاریخ وارد شده در |archive-date= را بررسی کنید (کمک)
- https://web.archive.org/web/20160313040020/http://www.golshanemehr.ir/article.php?id=39593